# Milteliphaster wanganellensis
Milteliphaster wanganellensis is een zeester uit de familie Goniasteridae.
De wetenschappelijke naam van de soort werd in 1982 gepubliceerd door Helen Shearburn Clark.